# Orthostichidium perseriatum
Orthostichidium perseriatum là một loài Rêu trong họ Pterobryaceae. Loài này được (Broth. & Paris) Broth. miêu tả khoa học đầu tiên năm 1906.